# Nikolaus Federmann
Nikolaus Federmann (Ulma, 1505 circa – Valladolid, febbraio 1542) è stato un esploratore e conquistador tedesco attivo in alcune colonie di Venezuela e Colombia. Lavorò al servizio dei fratelli Welser.

## Biografia
Nikolaus Federmann nacque a Ulma (Baden-Württemberg) attorno al 1505. Nel 1529 fu mandato a Santo Domingo dalla famiglia Welser di Augusta, che aveva firmato un accordo per esplorare il territorio del Venezuela. Quale agente della famiglia Welser, Federmann portò con sé coloni e minatori da Siviglia a Coro nel 1529 e nel 1530. Al suo arrivo il governatore Ambrosius Ehinger lo nominò proprio vice. Il 30 luglio 1530 Federmann divenne responsabile della colonia di Piccola Venezia (Klein Venedig), dato che lo stesso Ehinger doveva recarsi ad Hispaniola per problemi di salute.
Senza l'autorizzazione della Audiencia di Santo Domingo, Federmann si impegnò in una spedizione nel settembre 1530 nel bacino settentrionale del fiume Orinoco, alla ricerca del "mare meridionale" (il Pacifico), con 110 fanti, 16 cavalieri e 100 indiani. Non riuscì a conseguire l'obiettivo di aprire una rotta commerciale per l'Asia. Il 17 marzo 1531 tornò a Coro con 5565 pesos di oro. Per il fatto di non essere stato autorizzato, Federmann fu bandito in Europa da Ehinger per quattro anni.
Tornò ad Augusta, dove scrisse il suo "Indianische Historia. Ein schöne kurtzweilige Historia Niclaus Federmanns des Jüngern von Ulm erster raise" (pubblicato nel 1557).
Nel 1536 Federmann guidò una seconda spedizione alla ricerca della leggendaria El Dorado. Durante questo viaggio fondò la città di Riohacha. All'inizio viaggiò lungo il versante orientale della cordigliera, per poi attraversare le Ande ghiacciate, la rotta del sale, ed incontrando la cultura avanzata dei Chibcha, il cui regno era già stato in gran parte conquistato ed occupato da Gonzalo Jiménez de Quesada. Assieme a Sebastián de Belalcázar, Federmann rifondò la città di Bogotà il 27 aprile 1539 dopo che Jiménez de Quesada non era riuscito a rispettare i requisiti della corona riguardo alla prima fondazione di Bogotá (6 agosto 1538).
L'8 luglio 1539 Federmann lasciò il Nuovo Mondo tornando in Europa e visitando, durante il viaggio, Giamaica e Cuba. In Europa Federmann fu bloccato dalla famiglia Welser che lo accusava di aver rotto il contratto e di aver sottratto i relativi fondi. La famiglia Welser chiese un risarcimento di 100 000 Dukaten in smeraldi e 15 000 Dukaten in oro. Dato che Federmann non poteva pagare, passò alcune settimane nella prigione di Anversa. Federmann tentò di difendersi in tribunale, prima a Gand e poi a Valladolid davanti al Consiglio delle Indie. Si difese negando tutto, ed accusò la famiglia Welser, tra le altre cose, di aver evaso le tasse e di aver agito contro gli interessi del re. Il 19 ottobre 1541 Ferdermann riuscì a trovare un accordo con i Welser. I Welser avrebbero rinunciato alla richiesta di risarcimento, e Federmann avrebbe ceduto loro la proprietà delle sue terre in Colombia.
Accusato dai Welser di infedeltà, da cui il sospetto dell'Inquisizione che fosse luterano, Federmann morì nel febbraio del 1542 a Valladolid.

## Opere
- Indianische Historia. Ein schöne kurtzweilige Historia Niclaus Federmanns des Jüngern von Ulm erster raise (sulla prima spedizione), 1557, Haguenau

## Retaggio
Come omaggio alla sua memoria, un quartiere di Bogotà è stato chiamato Nicolás de Federmán, versione spagnola del suo nome con cui era conosciuto tra i conquistadores spagnoli.